# Journal of Post Keynesian Economics
Das Journal of Post Keynesian Economics (JPKE, ISO 4: J. Post Keynes. Econ.) ist eine wissenschaftliche Fachzeitschrift mit Peer-Review-Verfahren, die von Taylor & Francis herausgegeben wird. Es erscheint mit vier Ausgaben im Jahr.
In den 1970er Jahren waren einige Vertreter des Postkeynesianismus überzeugt, dass ihre Theorie der neoklassischen Theorie überlegen sei. Andererseits wurde es schwieriger, diese Aspekte in den üblichen akademischen Fachzeitschriften zu veröffentlichen. Darum gründeten einige Postkeynesianer zunächst 1977 das Cambridge Journal of Economics. 1978 folgte das Journal of Post Keynesian Economics mit dem Ziel, theoretische und empirische Arbeiten rund um den Postkeynesianismus zu veröffentlichen. Für die ersten Herausgeber Paul Davidson und Sidney Weintraub bedeutete dies eine kritische Auseinandersetzung mit Aspekten der Neoklassik wie Arbeitsmarkttheorie (Annahme von Vollbeschäftigung), der fehlenden Repräsentation von Unsicherheit oder dem starken Fokus auf der langen Frist. Die aktuellen Herausgeber sind Jan Kregel und Michalis Nikiforos (Stand: April 2024).
Der Impact-Faktor lag laut Verlagsangaben im Jahr 2017 bei 0.642. Eine Studie der französischen Ökonomen Pierre-Phillippe Combes und Laurent Linnemer sortiert das Journal mit Rang 254 von 600 wirtschaftswissenschaftlichen Zeitschriften in die viertbeste Kategorie B ein. Im Ranking des Handelsblattes befand sich die Zeitschrift 2013 in der zweitniedrigsten Kategorie C.